# Петар Михаиловић
Петар Михаиловић (Београд, 14. март 1980) српски је позоришни, филмски, телевизијски и гласовни глумац. Брат је глумца Владислава Михаиловића и син Милана Михаиловића.

## Биографија
Петар Михаиловић је рођен у Београду 14. марта 1980. године. Глуму је дипломирао на Факултету драмских уметности, у класи професора Владимира Јевтовића 2002.године.

## Филмографија
| Год.       | Назив                          | Улога                     |
| ---------- | ------------------------------ | ------------------------- |
| 2000-те    |                                |                           |
| 2002.      | Шахт                           | Инспектор                 |
| 2002.      | Наша мала редакција            | Циле                      |
| 2003.      | Готово митски                  | Давитељ                   |
| 2004.      | Између изгубљеног и неодржаног | Млади прота Матеја        |
| 2008.      | Последња аудијенција           | Милан Пироћанац           |
| 2009.      | Горки плодови                  | Кеса                      |
| 2009.      | Београдски фантом              | Младен Мајсторовић        |
| 2010-те    |                                |                           |
| 2010.      | Шесто чуло                     | Отмичар                   |
| 2010.      | Шишање                         | Млади политичар           |
| 2014.      | Монтевидео, Бог те видео       | Кандидат за спикера       |
| 2016.      | Главом кроз зид                | Тајкун                    |
| 2018.      | Хумор и сатира XIX века        | Пупоња                    |
| 2019.      | Црвени месец                   | Драгиша                   |
| 2020-те    |                                |                           |
| 2020.      | Јужни ветар                    | Чувар 2                   |
| 2021—2022. | Тајне винове лозе              | Бора                      |
| 2021       | Дрим Тим                       | Панајотовић               |
| 2021       | Александар од Југославије      | Петар Живковић            |
| 2021       | Авионџије                      | Булис                     |
| 2022       | Бранилац                       | Таксиста Тихомир Јанкетић |
| 2024       | Руски конзул                   | купац куће Србин          |

## Улоге у позоришту
| Година | Представа                      | Улога                     | Редитељ               | Позориште                                       |
| ------ | ------------------------------ | ------------------------- | --------------------- | ----------------------------------------------- |
| 2000.  | Прљаве руке                    | Шарл                      | Радослав Миленковић   | Југословенско драмско позориште                 |
| 2000.  | Нагон                          | Фриц                      | Радослав Миленковић   | Атеље 212                                       |
| 2000.  | Јудита                         | Ефраим                    | Марица Вулетић        | Сцена Мата Милошевић                            |
| 2001.  | Сутон                          | Лујо                      | Анђелка Николић       | Битеф театар                                    |
| 2001.  | Свети Георгије убива аждаху    | Дане нежења               | Љубомир Драшкић       | Атеље 212                                       |
| 2001.  | Говорите ли аустралијски       | Дејан                     | Драган Петровић       | Сцена Мата Милошевић                            |
| 2001.  | Тара                           | Ђорђе                     | Владимир Јевтовић     | Сцена Мата Милошевић                            |
| 2001.  | Шајлок                         | Лоренцо                   | Љубомир Драшкић       | Сцена Мата Милошевић                            |
| 2002.  | Чудо у Шаргану                 | Танаско                   | Дејан Мијач           | Атеље 212                                       |
| 2003.  | Џил и Џон                      | Ралф                      | Ненад Гвозденовић     | Атеље 212                                       |
| 2003.  | Грађанин Племић                | Клеонт                    | Љубомир Драшкић       | Атеље 212                                       |
| 2003.  | Клин                           | Голуб                     | Радослав Миленковић   | Београдско драмско позориште                    |
| 2003.  | Винсент Прајс                  | Глумац                    | Ненад Гвозденовић     | Атеље 212                                       |
| 2003.  | Како се узме                   | Грег                      | Божидар Ђуровић       | Позориште Добрица Милутиновић Сремска Митровица |
| 2004   | Винсент Прајс                  | Мистер Боун               | Ненад Гвозденовић     | Атеље 212                                       |
| 2004.  | Како смо волели друга Тита     | Власник                   | Златан Дорић          | Театар Славија                                  |
| 2004.  | Хенрик IV                      | Бертолдо                  | Душан Петровић        | Атеље 212                                       |
| 2005.  | Присуство                      | Пит Бест                  | Борис Лијешевић       | Атеље 212                                       |
| 2005.  | Сабирни центар                 | Петар                     | Божидар Ђуровић       | Народно позориште                               |
| 2006.  | Змијско легло                  | Први полицајац            | Ива Милошевић         | Атеље 212                                       |
| 2007.  | Без маске                      | Тома                      | Марко Манојловић      | Атеље 212                                       |
| 2007.  | Парламентарна историја Корете  |                           | Влатко Илић           | Белеф                                           |
| 2008.  | Облик ствари                   | Филип                     | Марица Вулетић        | Атеље 212                                       |
| 2008.  | Харман                         | Фридел,Хогрефе,Комесар    | Предраг Штрбац        | Атеље 212                                       |
| 2009.  | Рањени орао                    | Сафет                     | Алиса Стојановић      | Атеље 212                                       |
| 2009.  | Трг хероја                     | Лукас                     | Дејан Мијач           | Атеље 212                                       |
| 2010.  | Да нам живи,живи рад           | Стеван                    | Анђелка Николић       | Атеље 212                                       |
| 2011.  | Расправа са Ернестом ЧеГеваром | Едуардо,Новинар,Ариола    | Душан Петровић        | Атеље 212                                       |
| 2012   | Заводник                       | Дарко Распоповић          | Миладин Шеварлић      | Театар Славија                                  |
| 2012.  | Позови М ради ужитка           | Миливоје                  | Мира Бобић Мојсиловић | Звездара театар                                 |
| 2012.  | Сузе су ок                     | Сима Краљ                 | Милан Караџић         | Звездара театар                                 |
| 2017.  | Шампиони                       | Томица                    | Марко Мисирача        | Театар Carte Blanche                            |
| 2017.  | Жанка                          | Иследник,Александар,Морис | Милица Краљ           | Opera&Theatre Madlenianum                       |
| 2019.  | Наши                           | Саша                      | Ирфан Менсур          | НП Стерија Вршац                                |

## Награде
- Награда Витомир Богић за најбоље радиофонско глумачко остварење у оквиру Драмског програма Радио Београда за 2018.годину